# Веткіно (Калінінградська область)
Веткіно (рос. Веткино, нім. Stapornen) — селище Зеленоградського району, Калінінградської області Росії. Входить до складу Ковровського сільського поселення.
Населення — 2 особи (2015 рік).

## Населення
| 2002 | 2010 |
| ---- | ---- |
| 2    | →2   |